# Vách tế bào thứ cấp
Vách tế bào thứ cấp là một cấu trúc được tìm thấy trong nhiều tế bào thực vật, nằm giữa vách tế bào sơ cấp và màng tế bào. Vách tế bào thứ cấp được hình thành sau khi việc xây dựng vách tế bào sơ cấp hoàn tất, đó cũng là lúc tế bào thực vật ngừng sinh trưởng.
Thành phần chủ yếu của vách tế bào thứ cấp là Xenluloza, tuy nhiên nó cũng bao hàm nhiều loại polisaccarit, lignin, và glycoprotein. Đôi khi vách tế bào thứ cấp hợp thành từ ba lớp riêng biệt - S1, S2 and S3 -trong đó, hệ thống vi sợi xenluloza ở mỗi lớp được sắp xếp theo các hướng hoàn toàn khác so với hai lớp còn lại. Hiện nay, chưa có protein cấu trúc hay enzym nào được tìm thấy ở vách tế bào thứ cấp.

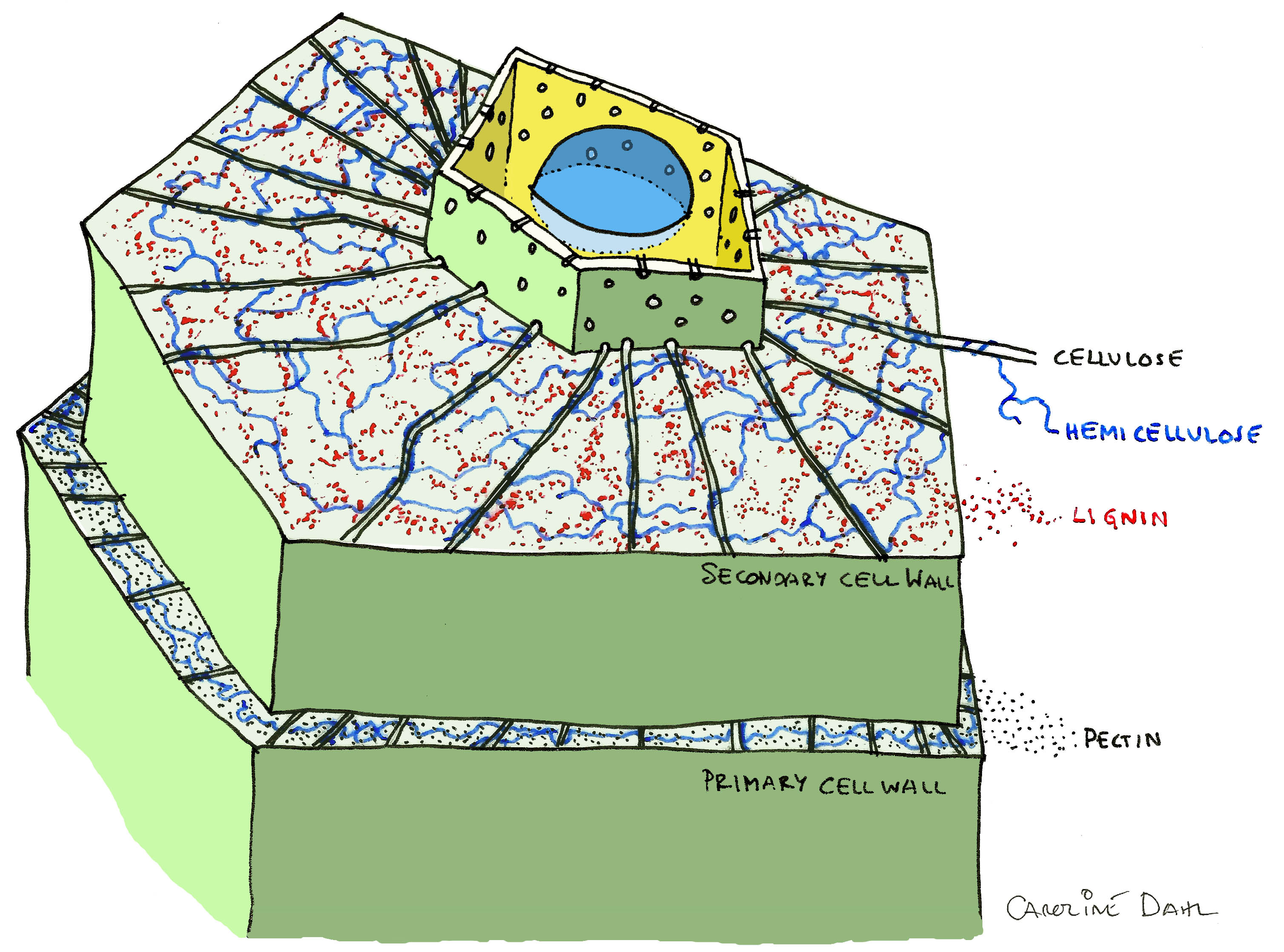
Vị trí của vách tế bào thứ cấp trong tế bào thực vật.

Thành phần cấu tạo của vách tế bào thứ cấp có nhiều điểm khác biệt so với vách tế bào sơ cấp. Ví dụ như, vách thứ cấp chứa đựng xylan, trong khi tỉ lệ xyloglucan và xenluloza ở vách sơ cấp cao hơn vách thứ cấp. Pectin cũng có thể vắng mặt ở vách thứ cấp và hiện nay thì chưa tìm ra sự có mặt của enzyme và protein cấu trúc tại vách này.
Trong vách thứ cấp, các mạng vi sợi xenluloza cung cấp sức bền cơ học cho vách, còn hàm lượng lignin cao giúp cho vách thứ cấp không thấm nước và có kết cấu "thô nhám" nhìn bên ngoài. Có thể hình dung vách tế bào thứ cấp nư bê tông cốt thép trong đó lignin là phần "bê tông" còn hệ thống mạng xenluloza là "cốt thép".
Đồng thời, hàm lượng lignin cao cũng giúp vách tế bào thứ cấp ngăn chặn được sự xâm nhập của mầm bệnh theo hai phương pháp: do lignin không thấm nước, các enzyme thủy phân sẽ ít có cơ hội thấm qua vách tế bào, khiến các mầm bệnh sẽ không "ăn" được vách tế bào và đứng trước nguy cơ "chết đói" cao hơn.
Tại các lỗ nối thông giữa các vách tế bào sơ cấp với nhau, vách tế bào thứ cấp thường "vắng mặt", tạo ra một khoảng không tại đây.
Vách tế bào thứ cấp chiếm tỉ lệ rất lớn trong gỗ và giúp thực vật chống chịu trước tác động của trong lực.
Một số vách tế bào thứ cấp có vai trò tích trữ chất dinh dưỡng, thí dụ như các vách thứ cấp tại các lá mầm và nội nhũ. Các vách này chứa rất ít xenluloza và bao hàm chủ yếu các loại polisaccarit khác.